# Patterns of a Horizon
Patterns of a Horizon es la primera demo de la banda de metalcore y deathcore estadounidense The Devil Wears Prada grabado bajo el sello The Foundation Recording Studios por Joey Sturgis. Fue seguido del álbum Dear Love: A Beautiful Discord en la que fueron regrabadas nueve de las canciones, algunas de las cuales incluyen pequeños cambios de lírica e instrumental.

## Lista de canciones
1. "I - The Ascent" - 0:59
2. "The Gauntlet of Solitude" - 2:44
3. "And the Sentence Trails Off..." - 4:08
4. "Rosemary Had an Accident - 5:13
5. "II - Redemption" - 0:38
6. "Swords, Dragons, and Diet Coke" - 4:07
7. "Who Speaks Spanish? Colon Quesadilla" - 3:55
8. "Modify the Pronunciation" - 4:29
9. "III - Salvation" - 2:21

## Créditos
The Devil Wears Prada
- Mike Hranica - voz
- Jeremy DePoyster - guitarra rítmica, voz
- Chris Rubey - guitarra
- Andy Trick - bajo
- Daniel Williams - batería
- James Baney - teclados, sintetizador, piano

Producción
- Producido por Joey Sturgis